# Karl Friedrich Watson

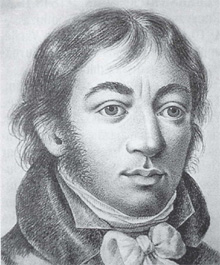
Carl Friedrich Watson

Karl Friedrich Watson (auch Carl Friedrich Watson, lettisch Kārlis Frīdrihs Vatsons, * 7. Juni 1777 in Mitau; † 4. März 1826 in Lesten/Kurland) war ein deutschbaltischer Pastor in Lesten.
Watson war Sohn des aus Königsberg stammenden Pädagogen Matthias Friedrich Watson und der Deutschbaltin Agathe Dullo. Er widmete sich der Erforschung der Geschichte, Sprache und Kultur des lettischen Volkes. Er war Mitglied der Kurländischen Gesellschaft für Literatur und Kunst und trat 1819 gegen eine Germanisierung der Letten auf.  Er war von 1822 bis 1826 Redakteur des ersten lettischen Wochenblatts, der Latweeschu Awises.